# جبريل دوبونت
جبريل دوبونت (بالفرنسية: Gabriel Dupont)‏ هو ملحن فرنسي، ولد في 1 مارس 1878 في كاين في فرنسا، وتوفي في 1 أغسطس 1914 في Le Vésinet ‏ في فرنسا بسبب سل.

## وصلات خارجية
- جبريل دوبونت على موقع ميوزك برينز (الإنجليزية)
- جبريل دوبونت على موقع ديسكوغز (الإنجليزية)